# Callicrania ramburii
Callicrania ramburii is een rechtvleugelig insect uit de familie van de sabelsprinkhanen (Tettigoniidae). De wetenschappelijke naam van deze soort is voor het eerst voorgesteld als Ephippiger ramburii door Ignace Bolivar in een publicatie uit 1878.
De soort komt voor in Zuidwest-Frankrijk en Noord-Spanje.